# Colombia ai Giochi della XVIII Olimpiade
La Colombia partecipò ai Giochi della XVIII Olimpiade, svoltisi a Tokyo dal 10 al 24 ottobre 1964, con una delegazione di 20 atleti impegnati in 6 discipline per un totale di 19 competizioni. Il portabandiera alla cerimonia di apertura fu lo schermidore Emilio Echeverry, che lo era stato anche a Roma 1960.
Fu la sesta partecipazione di questo paese ai Giochi estivi. Non furono conquistate medaglie.